# Steve Mahre
Steve Mahre (* 10. Mai 1957 in Yakima, Washington) ist ein ehemaliger US-amerikanischer Skirennläufer.

## Biografie
Er war in den 1980er Jahren zusammen mit seinem Zwillingsbruder Phil im Ski-Weltcup aktiv. Er gewann in seiner Karriere 9 Weltcuprennen (2 Mal im Riesenslalom, 6 Mal im Slalom und 1 Mal in der Kombination). Bei den Olympischen Winterspielen 1984 in Sarajevo gewann er hinter seinem Bruder Silber im Slalom. Sein größter Erfolg war der überraschende Gewinn des Riesenslalom-Weltmeistertitels 1982 in Schladming. Während sein um zehn Minuten älterer und höher eingeschätzte Bruder Phil ausschied, legte Steve bereits im 1. Lauf mit Bestzeit den Grundstein zum Erfolg, während der haushohe Favorit Ingemar Stenmark mit deutlichem Rückstand nur auf Rang 5 lag. Die Brüder Mahre betreiben heute in Park City im US-Bundesstaat Utah ein Trainingscenter.

## Erfolge

### Olympische Spiele
- Innsbruck 1976: 13. Riesenslalom (zählte zugleich als WM)
- Lake Placid 1980: 15. Riesenslalom (zählte zugleich als WM)
- Sarajevo 1984: 2. Slalom

### Weltmeisterschaften
- Garmisch-Partenkirchen 1978: 8. Slalom
- Schladming 1982: 1. Riesenslalom

### Weltcupwertungen
| Saison  | Gesamt | Gesamt | Riesenslalom | Riesenslalom | Slalom | Slalom | Kombination | Kombination |
| Saison  | Platz  | Punkte | Platz        | Punkte       | Platz  | Punkte | Platz       | Punkte      |
| ------- | ------ | ------ | ------------ | ------------ | ------ | ------ | ----------- | ----------- |
| 1975/76 | 27.    | 26     | 13.          | 8            | 8.     | 20     | –           | –           |
| 1976/77 | 43.    | 15     | –            | –            | 14.    | 15     | –           | –           |
| 1977/78 | 23.    | 25     | –            | –            | 9.     | 25     | –           | –           |
| 1978/79 | 10.    | 86     | 22.          | 25           | 13.    | 47     | –           | –           |
| 1979/80 | 12.    | 72     | 14.          | 28           | 11.    | 44     | 8.          | 20          |
| 1980/81 | 4.     | 155    | 11.          | 46           | 3.     | 80     | 5.          | 29          |
| 1981/82 | 3.     | 183    | 7.           | 66           | 3.     | 92     | 7.          | 25          |
| 1982/83 | 12.    | 108    | 27.          | 13           | 4.     | 80     | 13.         | 15          |
| 1983/84 | 47.    | 30     | 30.          | 9            | 22.    | 21     | –           | –           |

### Weltcupsiege
| Datum             | Ort                    | Land             | Disziplin    |
| ----------------- | ---------------------- | ---------------- | ------------ |
| 4. März 1978      | Stratton Mountain      | USA              | Slalom       |
| 11. Januar 1981   | Garmisch-Partenkirchen | Deutschland      | Slalom       |
| 14. Dezember 1981 | Cortina d’Ampezzo      | Italien          | Slalom       |
| 14. Februar 1982  | Garmisch-Partenkirchen | Deutschland      | Kombination  |
| 14. Februar 1982  | Garmisch-Partenkirchen | Deutschland      | Slalom       |
| 13. März 1982     | Jasná                  | Tschechoslowakei | Riesenslalom |
| 17. März 1982     | Bad Kleinkirchheim     | Österreich       | Riesenslalom |
| 4. Januar 1983    | Parpan                 | Schweiz          | Slalom       |
| 6. Februar 1983   | St. Anton am Arlberg   | Österreich       | Slalom       |

## Motorsport-Statistik
Sebring-Ergebnisse
| Jahr | Team        | Fahrzeug   | Teamkollege | Teamkollege | Platzierung | Ausfallgrund |
| ---- | ----------- | ---------- | ----------- | ----------- | ----------- | ------------ |
| 1992 | Brix Racing | Mazda MX-6 | Bob Schader | Phil Mahre  | Ausfall     | Motorschaden |